# Andreas Wagner (Politiker, 1972)

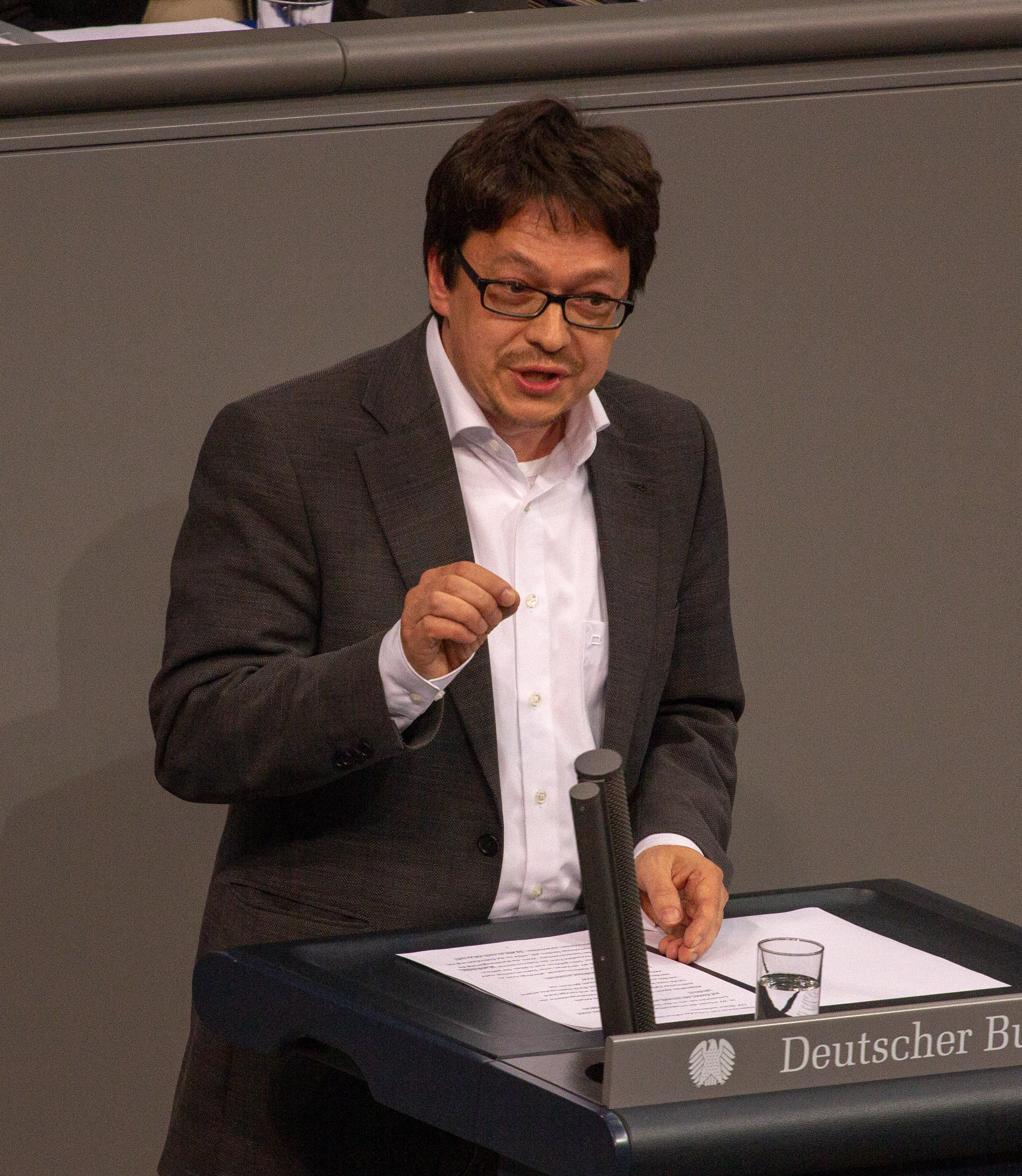
Andreas Wagner, 2019

Andreas Wagner (* 16. April 1972 in Bad Tölz) ist ein deutscher Politiker (SPD, ehemals Die Linke). In den Jahren 2017 bis 2021 war er Mitglied des Deutschen Bundestages für Die Linke.

## Leben
Andreas Wagner schloss die Hauptschule und eine Ausbildung zum Werkzeugmacher, später zum Heilerziehungspfleger ab. Bis zu seinem Einzug in den Deutschen Bundestag zur 19. Wahlperiode war Wagner als Betriebsratsvorsitzender bei der Lebenshilfe Bad Tölz tätig.
Andreas Wagner wohnt in Geretsried und hat zwei Söhne und eine Tochter. Er ist evangelischer Konfession.

## Politische Laufbahn und Standpunkte
Bereits seit 1989 ist Wagner Gewerkschaftsmitglied und derzeit im Landesvorstand der GEW Bayern. Im Jahr 2005 trat Wagner in die WASG ein, 2007 (nach der Vereinigung der WASG mit der PDS) in Die Linke. Als politische Überzeugungen nennt Wagner eine Friedens- und Abrüstungspolitik sowie eine Politik der sozialen Gerechtigkeit einschließlich einer Abkehr von Hartz IV. Wagner ist seit den 1990er Jahren in der Friedensinitiative Bad Tölz – Wolfratshausen aktiv, deren Sprecher er zuletzt war. Dazu sagt er in der Süddeutschen Zeitung: „Krieg ist in einer zivilisierten Welt fehl am Platz, er hinterlässt nur verbrannte Erde, zerstört die zivile Infrastruktur und bringt Leid und Tod mit sich.“ Stattdessen plädiert Wagner für ein Verbot von Rüstungsexporten und einen fairen Welthandel.
Im Jahr 2017 zog Wagner über die Landesliste in den Bundestag ein. Er war Obmann im Ausschuss für Verkehr und digitale Infrastruktur sowie stellvertretendes Mitglied im Ausschuss für Gesundheit und der Enquete-Kommission Künstliche Intelligenz. Wagner war Sprecher für ÖPNV und Fahrradmobilität für die Fraktion Die Linke. Er forderte einen gut ausgebauten, kostenlosen ÖPNV zum Nulltarif. Zum Tag des Nahverkehrs fordert Wagner die Einberufung eines ÖPNV-Gipfels. Durch die Corona-Pandemie kam es zu enormen Einnahmeausfällen im ÖPNV. Der ÖPNV müsse jedoch langfristig auf eine solide Finanzierungsstruktur gebaut werden, um gute Arbeitsbedingungen für die Beschäftigten zu gewährleisten und um eine flächendeckende Alternative zum Motorisierten Individualverkehr (MIV) sicherzustellen, was ein wichtiger Beitrag zum Klimaschutz wäre. Wagner ist Mitglied des Eisenbahninfrastrukturbeirates und Gründungsmitglied im Parlamentskreis Fahrrad.
Bei der Wahl zum 20. Deutschen Bundestag trat er nicht mehr an.
Im Dezember 2021 erklärte Wagner seinen Austritt aus der Partei Die Linke. Im November 2023 trat er in die SPD ein.

## Veröffentlichungen
- Todesmarsch: Die Räumung und Teilräumung der Konzentrationslager Dachau, Kaufering und Mühldorf Ende April 1945. 1. Auflage. Panther-Verl. Tietmann, 1995, ISBN 978-3-9802831-7-5.